# Conor Hazard
Conor William Hazard (Downpatrick, 5 marzo 1998) è un calciatore nordirlandese, portiere del Plymouth e della nazionale nordirlandese.

## Caratteristiche tecniche
È un portiere piuttosto agile e dai buoni riflessi, a dispetto del fisico imponente. Inoltre, ha delle discrete doti di impostazione del gioco con i piedi.
Per le sue caratteristiche, è stato paragonato da Neil Lennon, suo allenatore al Celtic fra il 2019 e il 2021, all'ex portiere dei bianco-verdi Craig Gordon.

## Carriera

### Club

#### Gli inizi e il Celtic
Hazard ha iniziato a giocare nel Cliftonville, prima di entrare a far parte del vivaio del Celtic nell'estate del 2014. Dopo essersi affermato nelle formazioni giovanili degli Hoops, all'inizio della stagione 2017-2018 è stato aggregato in pianta stabile alla prima squadra dall'allenatore Brendan Rodgers. Poco dopo, Hazard ha anche firmato il suo primo contratto da professionista con la società, valido fino al 30 giugno 2021.

#### I prestiti in Scozia
Nel gennaio del 2018, il portiere è stato ceduto in prestito al Falkirk, al tempo militante nella seconda divisione scozzese, con cui ha poi esordito fra i professionisti il 6 febbraio seguente, nella partita vinta per 3-1 contro il Brechin City.
Dopo essere tornato al Celtic nell'estate dello stesso anno e aver speso un altro semestre da riserva, nel gennaio del 2019 Hazard è partito per un nuovo prestito in cadetteria, questa volta al Partick Thistle. Mentre in campionato la sua squadra ha raggiunto la salvezza, concludendo al sesto posto, nella coppa nazionale Hazard è diventato uno dei protagonisti della cavalcata del Partick, poi conclusasi ai quarti di finale, in cui sono stati sconfitti in due riprese dall'Hearts: nel rematch, il portiere nordirlandese ha anche parato un rigore all'attaccante avversario Uche Ikpeazu, ma il suo club ha comunque perso la partita per 2-1.
Ritornato ancora a Glasgow in estate, nell'ottobre 2019 Hazard è stato nuovamente ceduto in prestito in seconda serie, stavolta al Dundee, come sostituto temporaneo di Jack Hamilton, che era stato appena sottoposto a un intervento di appendicectomia. Nel gennaio del 2023, il prestito è stato ufficialmente rinnovato fino al termine della stagione, poi sospesa e cancellata dalla lega scozzese a causa dello scoppio della pandemia da COVID-19.

#### Il ritorno al Celtic
Confermato dal Celtic per la stagione 2020-2021, Hazard ha esordito con i Bhoys il 10 dicembre del 2020, giocando da titolare la partita della fase a gironi dell'Europa League contro il Lilla, vinta dagli scozzesi per 3-2. Dopo aver esordito anche nella massima serie tre giorni più tardi, nel successo per 2-0 contro il Kilmarnock, il 20 dicembre seguente Hazard ha infine disputato la finale di Scottish Cup 2019-2020, contro l'Hearts: nell'occasione, pur avendo subito tre reti alla fine dei tempi supplementari, durante i calci di rigore ha parato i tiri di Stephen Kingsley e Craig Wighton, prima che il suo compagno di squadra Kristoffer Ajer segnasse il rigore decisivo. Hazard ha anche disputato alcune partite da titolare nelle fasi finali del campionato, visto il rendimento insufficiente sia di Barkas, sia di Bain; tuttavia, il Celtic ha mancato la conquista del decimo titolo consecutivo, a favore dei rivali del Rangers.

#### Il prestito all'HJK
Nell'annata successiva, con l'arrivo di Ange Postecoglou sulla panchina degli Hoops, Hazard ha visto il proprio spazio ulteriormente limitato dall'acquisto di Joe Hart e dalla promozione in prima squadra di Tobi Oluwayemi. Anche per questo motivo, il 19 gennaio 2022 il portiere nordirlandese è stato ceduto in prestito all'HJK per il resto dell'anno solare. Ha poi debuttato con la squadra di Helsinki il 19 febbraio seguente, disputando l'incontro di Coppa di Lega contro l'Inter Turku, vinto per 2-1. L'esordio nel campionato nazionale, invece, è arrivato l'8 aprile successivo, nel successo per 1-0 sul campo dell'SJK.
Lungo la stagione, il portiere si è imposto come titolare nella formazione finlandese, contribuendo alla qualificazione alla fase a gironi della UEFA Europa League, in cui l'HJK è stato poi eliminato, così come alla vittoria del titolo nazionale. Al termine del campionato, Hazard è stato premiato come miglior portiere dell'anno.

#### Plymouth
L'11 luglio 2023, Hazard è passato a titolo definitivo al Plymouth, squadra neo-promossa nella Championship inglese, con cui ha firmato un contratto triennale.

### Nazionale
Dopo aver rappresentato l'Irlanda del Nord a diversi livelli giovanili, Hazard ha fatto il suo esordio in nazionale maggiore il 3 giugno 2018, in occasione dell'amichevole persa per 3-0 contro la Costa Rica.

## Statistiche

### Presenze e reti nei club
Statistiche aggiornate al 3 novembre 2022.
| Stagione        | Squadra         | Campionato      | Campionato | Campionato | Coppe nazionali | Coppe nazionali | Coppe nazionali | Coppe continentali | Coppe continentali | Coppe continentali | Altre coppe | Altre coppe | Altre coppe | Totale | Totale | Totale |
| Stagione        | Squadra         | Comp            | Pres       | Reti       | Comp            | Pres            | Reti            | Comp               | Pres               | Reti               | Comp        | Pres        | Reti        | Pres   | Reti   |        |
| --------------- | --------------- | --------------- | ---------- | ---------- | --------------- | --------------- | --------------- | ------------------ | ------------------ | ------------------ | ----------- | ----------- | ----------- | ------ | ------ | ------ |
| gen.-giu. 2018  | Falkirk         | SC              | 11         | -9         | CS+CdL+CC       | 1+0+0           | -1+0+0          |                    | -                  | -                  |             | -           | -           | 12     | -10    |        |
| 2018-gen. 2019  | Celtic          | SP              | 0          | 0          | CS+CdL+CC       | 0+0+0           | 0+0+0           | UCL+UEL            | 0+0                | 0+0                |             | -           | -           | 0      | 0      |        |
| gen.-giu. 2019  | Partick Thistle | SC              | 11         | -15        | CS+CdL+CC       | 4+0+0           | -4+0+0          |                    | -                  | -                  |             | -           | -           | 15     | -19    |        |
| 2019-2020       | Celtic          | SP              | 0          | 0          | CS+CdL+CC       | 1+0+0           | -3+0+0          | UCL+UEL            | 0+0                | 0+0                |             | -           | -           | 1      | -3     |        |
| ott. 2019-2020  | Dundee          | SC              | 11         | -6         | CS+CdL+CC       | 0+0+0           | 0+0+0           |                    | -                  | -                  |             | -           | -           | 11     | -6     |        |
| 2020-2021       | Celtic          | SP              | 5          | -1         | CS+CdL+CC       | 0+0+0           | 0+0+0           | UCL+UEL            | 0+1                | 0+(-2)             |             | -           | -           | 6      | -3     |        |
| 2021-gen. 2022  | Celtic          | SP              | 0          | 0          | CS+CdL+CC       | 0+0+0           | 0+0+0           | UEL+UECL           | 0+0                | 0+0                |             | -           | -           | 0      | 0      |        |
| gen.-dic. 2022  | HJK             | VL              | 24         | -20        | CFI+CdL         | 0+1             | 0+(-1)          | UCL+UEL            | 4+10               | (-9)+(-14)         |             | -           | -           | 39     | -44    |        |
| Totale carriera | Totale carriera | Totale carriera | 62         | -51        |                 | 7               | -9              |                    | 15                 | -25                |             |             |             | 84     | -85    |        |

### Cronologia presenze e reti in nazionale
| Cronologia completa delle presenze e delle reti in nazionale ― Irlanda del Nord | Cronologia completa delle presenze e delle reti in nazionale ― Irlanda del Nord | Cronologia completa delle presenze e delle reti in nazionale ― Irlanda del Nord | Cronologia completa delle presenze e delle reti in nazionale ― Irlanda del Nord | Cronologia completa delle presenze e delle reti in nazionale ― Irlanda del Nord | Cronologia completa delle presenze e delle reti in nazionale ― Irlanda del Nord | Cronologia completa delle presenze e delle reti in nazionale ― Irlanda del Nord | Cronologia completa delle presenze e delle reti in nazionale ― Irlanda del Nord |
| Data                                                                            | Città                                                                           | In casa                                                                         | Risultato                                                                       | Ospiti                                                                          | Competizione                                                                    | Reti                                                                            | Note                                                                            |
| ------------------------------------------------------------------------------- | ------------------------------------------------------------------------------- | ------------------------------------------------------------------------------- | ------------------------------------------------------------------------------- | ------------------------------------------------------------------------------- | ------------------------------------------------------------------------------- | ------------------------------------------------------------------------------- | ------------------------------------------------------------------------------- |
| 3-6-2018                                                                        | San José                                                                        | Costa Rica                                                                      | 3 – 0                                                                           | Irlanda del Nord                                                                | Amichevole                                                                      | -                                                                               | 73’                                                                             |
| 28-3-2021                                                                       | Belfast                                                                         | Irlanda del Nord                                                                | 1 – 2                                                                           | Stati Uniti                                                                     | Amichevole                                                                      | -2                                                                              |                                                                                 |
| 5-9-2021                                                                        | Tallinn                                                                         | Estonia                                                                         | 0 – 1                                                                           | Irlanda del Nord                                                                | Amichevole                                                                      | -                                                                               | 63’                                                                             |
| 25-3-2022                                                                       | Lussemburgo                                                                     | Lussemburgo                                                                     | 1 – 3                                                                           | Irlanda del Nord                                                                | Amichevole                                                                      | -                                                                               | 46’                                                                             |
| 14-10-2023                                                                      | Belfast                                                                         | Irlanda del Nord                                                                | 3 – 0                                                                           | San Marino                                                                      | Qual. Euro 2024                                                                 | -                                                                               |                                                                                 |
| 17-11-2023                                                                      | Helsinki                                                                        | Finlandia                                                                       | 4 – 0                                                                           | Irlanda del Nord                                                                | Qual. Euro 2024                                                                 | -4                                                                              |                                                                                 |
| 20-11-2023                                                                      | Belfast                                                                         | Irlanda del Nord                                                                | 2 – 0                                                                           | Danimarca                                                                       | Qual. Euro 2024                                                                 | -                                                                               |                                                                                 |
| 22-3-2024                                                                       | Bucarest                                                                        | Romania                                                                         | 1 – 1                                                                           | Irlanda del Nord                                                                | Amichevole                                                                      | -1                                                                              | 44’ 46’                                                                         |
| 7-6-2025                                                                        | Copenaghen                                                                      | Danimarca                                                                       | 2 – 1                                                                           | Irlanda del Nord                                                                | Amichevole                                                                      | -1                                                                              | 46’                                                                             |
| Totale                                                                          |                                                                                 | Presenze                                                                        | 9                                                                               |                                                                                 | Reti                                                                            | -8                                                                              |                                                                                 |

## Palmarès

### Club

#### Competizioni nazionali
- Campionato scozzese: 2

Celtic: 2019-2020, 2022-2023
- Coppa di Lega scozzese: 3

Celtic: 2019-2020, 2021-2022, 2022-2023
- Coppa di Scozia: 1

Celtic: 2019-2020
- Campionato finlandese: 1

HJK: 2022